# Xã Mill, Quận Tuscarawas, Ohio
Xã Mill (tiếng Anh: Mill Township) là một xã thuộc quận Tuscarawas, tiểu bang Ohio, Hoa Kỳ. Năm 2010, dân số của xã này là 9.898 người.